# Exoprosopa bowdeni
Exoprosopa bowdeni är en tvåvingeart som beskrevs av Sanchez-terron 1989. Exoprosopa bowdeni ingår i släktet Exoprosopa och familjen svävflugor. Inga underarter finns listade i Catalogue of Life.